# 汪国才
汪国才（1951年2月—2017年4月11日），安徽望江人，中华人民共和国政治人物。

## 生平
1970年10月至1973年2月，就读于安徽劳动大学中文系。1984年1月，任安徽省石台县委副书记、代县长、县长；1989年4月，任石台县委书记。1992年10月，任安徽省青阳县委书记。1995年10月，任安徽省残联理事长。1998年9月，任安徽省滁州市委副书记；2001年4月，任滁州市委书记；2003年1月兼任市人大常委会主任。2008年1月，担任安徽省人大常委会秘书长，滁州市委书记。2017年4月11日在合肥逝世，享年67岁。